# Elke Heidenreich
Elke Helene Heidenreich (Korbach, 15 febbraio 1943) è una scrittrice, giornalista e conduttrice televisiva tedesca.

## Biografia
Heidenreich studiò germanistica, storia del teatro e studi religiosi a Monaco di Baviera, Amburgo e Berlino. Heidenreich lavora come autrice tedesca e ha scritto diversi libri. Vive a Colonia.
Ha scritto commedie audio, una rubrica su una rivista, sceneggiature per commedie televisive e libri. Heidenreich è noto in Germania come l'artista di cabaret che ha creato un personaggio, Else Stratmann. È stata critica letteraria nel Literaturclub televisivo dello Schweizer Fernsehen. Ha ricevuto una Goldene Kamera nel 1981 e il Bambi nel 2003 per la sua serie Reading!, volta a rendere più popolare la lettura della letteratura. Nel 2006, ha ricevuto il Grimme-Preis per il lavoro della sua vita in televisione. Il suo libro per bambini Nero Corleone è stato tradotto in molte lingue e ha ricevuto numerosi premi internazionali. Ha scritto Alte Liebe in collaborazione con Bernd Schroeder, con cui è stata sposata dal 1972 ma separata negli anni 1990. Appassionata di opera, ha lavorato per 12 anni per opere per bambini all'Opera di Colonia, e ha scritto libretti e libri, introducendo un pubblico più vasto alla sua cultura.

## Opere (estratto)
- Kein schöner Land – ein Deutschlandlied in sechs Sätzen, Bühl-Moos, Elster Verlag, 1985, ISBN 3-89151-022-5.
- Kolonien der Liebe, Reinbek chez Amburgo, Rowohlt, 1992, ISBN 3-498-02911-8.
- Nero Corleone, illustrazioni di Quint Buchholz, Monaco di Baviera, Carl Hanser, 1995, ISBN 3-446-18344-2.
  -  Nero Cuordileone. La storia di un gatto prepotente e latin lover, traduzione di Laura Draghi, illustrazioni di Quint Buchholz, Firenze, Salani, 2013, ISBN 978-88-6715-536-1.
- Am Südpol, denkt man, ist es heiß, illustrazioni di Quint Buchholz, Monaco di Baviera, Carl Hanser, 1998, ISBN 3-446-19443-6.
- Sonst noch was, illustrazioni di Bernd Pfarr, Monaco di Baviera, Carl Hanser, 1999, ISBN 3-446-19742-7.
- Also … – Die letzten Kolumnen aus «Brigitte», Reinbek chez Amburgo, Rowohlt, 2001, ISBN 3-499-22943-9.
- Der Welt den Rücken, Monaco di Baviera, Carl Hanser, 2001, ISBN 3-446-20052-5.
- Elke Heidenreich e Bernd Schroeder, Rudernde Hunde, Monaco di Baviera, Carl Hanser, 2002, ISBN 3-446-20213-7.
- Macbeth. Schlafes Mörder, illustrazioni di Tom Krausz, Monaco di Baviera, Frederking e Thaler, 2002, ISBN 3-89405-459-X.
- Nurejews Hund – Was Sehnsucht vermag, Monaco di Baviera/Vienna, Sanssouci, 2002, ISBN 3-7254-1360-6.
- Erika – oder der verborgene Sinn des Lebens, Monaco di Baviera/Vienna, Sanssouci, 2002, ISBN 3-7254-1249-9.
- Mit unseren Augen – Reisegeschichten, Monaco di Baviera, Sandmann, 2007, ISBN 978-3-938045-21-3.
- Die Liebe, Reinbek chez Amburgo, Rowohlt, 2008, ISBN 978-3-499-24782-8.
- Eine Reise durch Verdis Italien. Flieg, Gedanke ..., Monaco di Baviera, Frederking e Thaler, 2008, ISBN 978-3-89405-683-4.
- Passione. Liebeserklärung an die Musik, Monaco di Baviera, Carl Hanser, 2009, ISBN 978-3-446-23325-6.
- Elke Heidenreich e Bernd Schroeder, Alte Liebe. Geschichten, Monaco di Baviera, Carl Hanser, 2009, ISBN 978-3-446-23393-5.
  -  Questa cosa bizzarra che si chiama amore, traduzione di Margherita Belardetti, Milano, Astoria, 2016, ISBN 978-88-98713-38-7.
- Nero Corleone kehrt zurück, Monaco di Baviera, Carl Hanser, 2011, ISBN 978-3-446-23661-5.
  -  Il ritorno di Nero Cuordileone. L'amore non finisce mai, traduzione di Umberto Gandini, illustrazioni di Quint Buchholz, Firenze, Salani, 2013, ISBN 978-88-6715-274-2.
- Dylan Thomas - Waliser. Dichter. Trinker, illustrazioni di Tom Krausz, Monaco di Baviera, Knesebeck, 2011, ISBN 978-3-86873-222-1.
- Die schöne Stille. Venedig, Stadt der Musik, illustrazioni di Tom Krausz, Wiesbaden, Verlagshaus Römerweg, 2011, ISBN 978-3-86260-030-4.

## Premi
- 1981: Goldene Kamera
- 1984: Goldene Europa
- 1985: Adolf-Grimme-Preis
- 2003: Bambi per Lesen!
- 2006: Adolf-Grimme-Preis
- 2011: Premio letterario Corine[2]